# Wolfgang Unzicker
Wolfgang Unzicker (* 26. Juni 1925 in Pirmasens; † 20. April 2006 in Albufeira) war ein deutscher Schach-Großmeister. Ab 1950 bis Ende der 1960er Jahre galt er als der stärkste Spieler in der Bundesrepublik Deutschland und spielte bis 1970 beständig am Spitzenbrett der bundesdeutschen Nationalmannschaft. Er war mit 386 Einsätzen Rekordnationalspieler.

## Leben

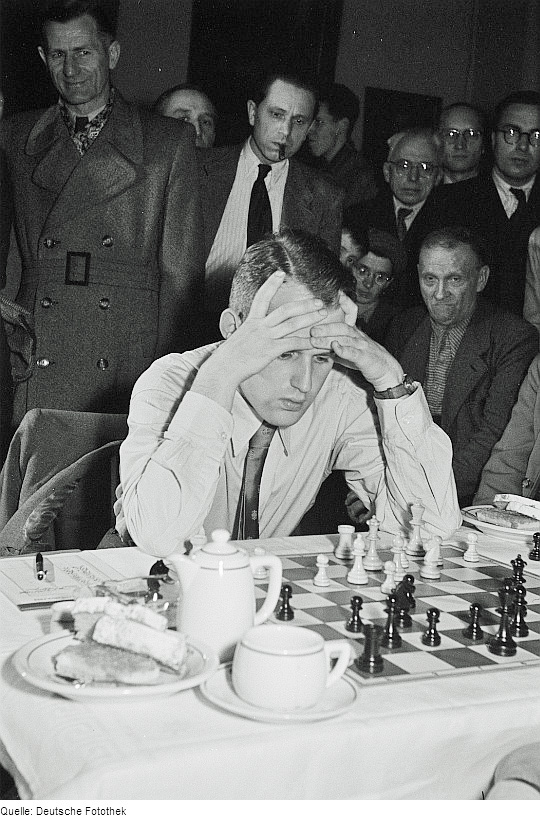
Wolfgang Unzicker, 1953

Wolfgang Unzicker war der Sohn des Studienprofessors Eugen Unzicker (1884–1976), der in den 1920er Jahren Schachturniere organisierte und Lehrer am Theresien-Gymnasium in München war, das auch der Sohn bis zum Abitur 1944 besuchte. Von seinem Vater erlernte Unzicker im Sommer 1935 das Schachspiel. Er machte schnell Fortschritte und wurde 1939 zu einer von Willi Schlage geleiteten Talentsichtung nach Fürstenwalde/Spree eingeladen, bei der er unter anderem Klaus Junge kennenlernte. Unzicker durchlief den Reichsarbeitsdienst und die Grundausbildung der Wehrmacht, wurde 1944 jedoch wegen einer Herzschwäche ausgemustert. 1948 begann er ein Jurastudium an der Ludwig-Maximilians-Universität München.
Von Beruf Jurist, hat Wolfgang Unzicker Schach nie als Profi betrieben. Er arbeitete zunächst als Beamter in der Regierung von Oberbayern, ab 1971 als Richter und später Vorsitzender Richter am Verwaltungsgericht München. Für die Teilnahme an Schachturnieren nahm er jeweils Urlaub.
In den 1950er bis Ende der 1960er Jahre galt er als der stärkste Spieler der Bundesrepublik Deutschland. Markant war sein verblüffendes Gedächtnis. In internationalen Turnieren belegte er mehrfach erste Plätze, etwa 1948 in Luzern, 1949 in Heidelberg, 1950 in Travemünde, 1950/51 in Hastings, 1951/52 in Luzern, 1954 im Zonenturnier München, 1965 in Soci, 1967 in Maribor und 1967 in Krems. 1966 wurde er beim Piatigorsky-Cup, einem der historischen Superturniere, in Santa Monica Vierter und platzierte sich damit vor dem damaligen Weltmeister Tigran Petrosjan, Samuel Reshevsky, Miguel Najdorf, Borislav Ivkov und Johannes Hendrikus Donner. Auch in späteren Jahren konnte er seine Spielstärke lange auf hohem Niveau konservieren und erreichte Turniersiege in Amsterdam 1980 (IBM-II), Almada 1988, Daugavpils 1990 (geteilt mit Alexei Schirow) und Amsterdam 1994. Seine beste Elo-Einzelleistung erzielte er bei einem Turnier in Südafrika 1979, bei dem er hinter dem damaligen Vizeweltmeister Viktor Kortschnoi den zweiten Platz belegte.
Im Jahre 1950 wurde er Internationaler Meister. Den Titel eines Schachgroßmeisters errang er 1954.
Unzicker nahm zweimal am Interzonenturnier teil - in Saltsjöbaden 1952 und 1955 in Göteborg -, verfehlte dabei aber die Qualifikation für die sich anschließenden Kandidatenturniere.
Zwischen 1948 und 1965 gewann er sechs Mal die Deutsche Meisterschaft, nämlich 1948 in Essen (Westdeutsche Meister), 1950 in Bad Pyrmont (BRD-Meister), 1953 in Berlin (BRD-Meister), 1953 in Leipzig (gesamtdeutscher Meister), 1959 in Nürnberg und 1963 in Bad Pyrmont.
Im Jahr 1956 verlor er in Hamburg einen Freundschaftswettkampf gegen Paul Keres mit 6:2 (+0 =4 −4). Dieses Match ist insofern bemerkenswert, als in allen acht Partien die Spanische Eröffnung gespielt wurde.
1958 wurde er Internationaler Schiedsrichter für Schachkomposition für Studien.
Anlässlich seines 80. Geburtstages wurde im Rahmen der Chess Classics Mainz 2005 ein doppelrundiges Schnellschachturnier zu seinen Ehren ausgerichtet, in dem er zum Abschluss seiner Karriere nochmals auf Anatoli Karpow, Viktor Kortschnoi und Boris Spasski traf.
Unzickers beste Elo-Zahl war 2545 im Juli 1971, vor Einführung der Elo-Zahlen betrug seine beste historische Elo-Zahl 2686 im Juli 1960.
Von 1991 bis 2003 war Unzicker Bundesrechtsberater des Deutschen Schachbundes.
Unzicker starb während einer Urlaubsreise in Portugal an Herzversagen.

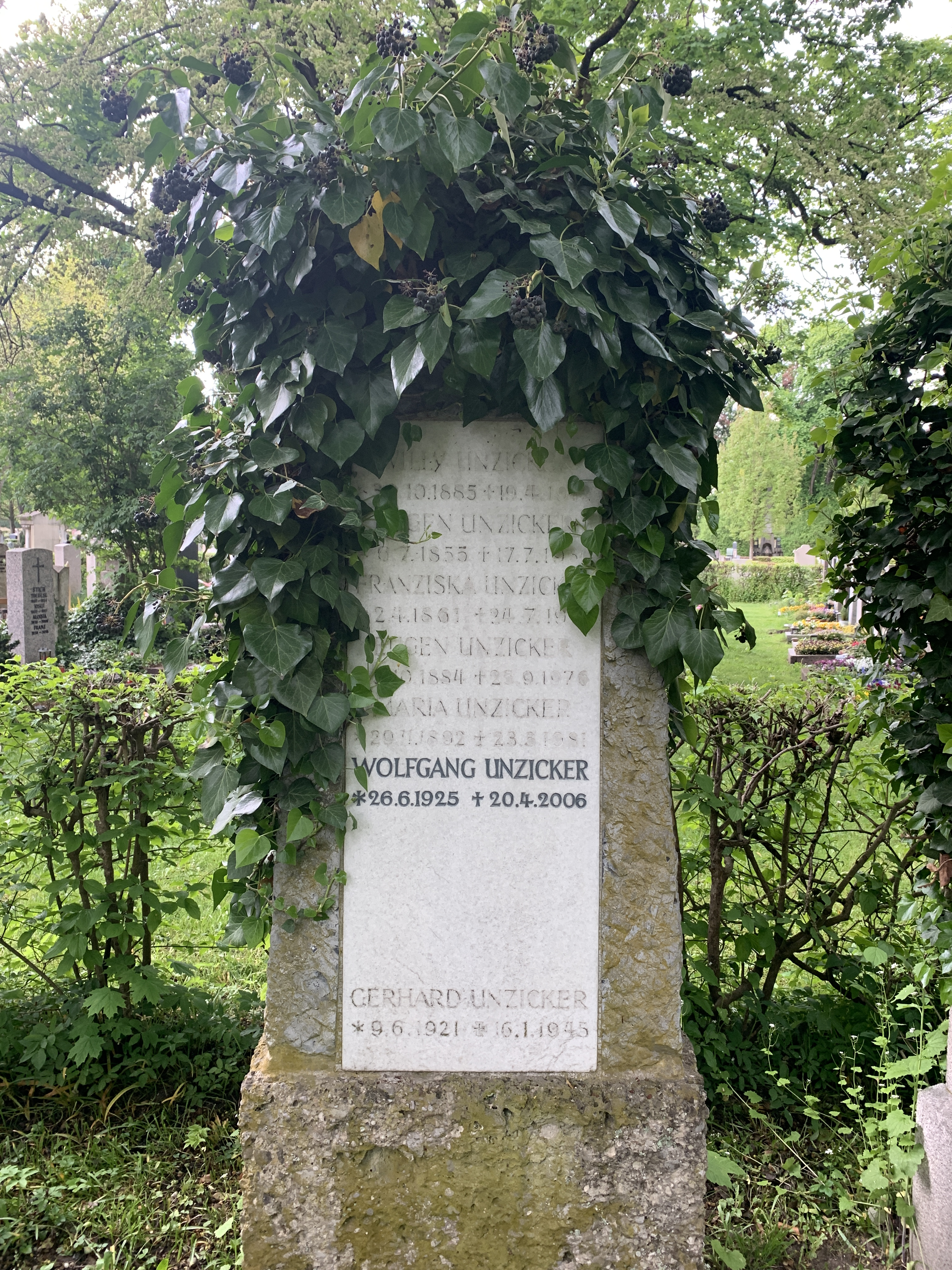
Grabstein Wolfgang Unzicker am Westfriedhof in München

## Nationalmannschaft

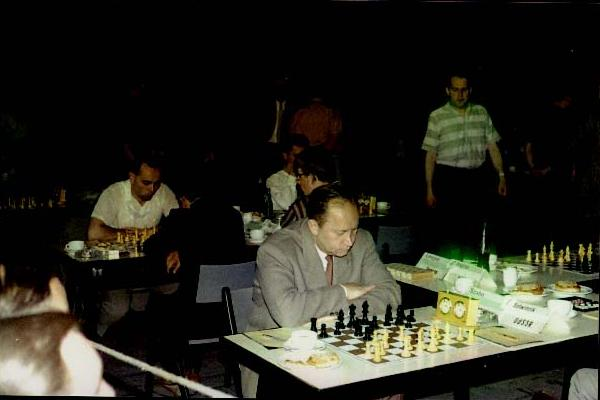
László Szabó, Wolfgang Unzicker (stehend rechts) und Lajos Portisch (hinten links) bei der Europa-Mannschaftsmeisterschaft im Schach 1961 in Oberhausen

Unzicker nahm an den Schacholympiaden 1950, 1954, 1956, 1958, 1960, 1962, 1964, 1968, 1970, 1974, 1976, 1978 und 1982 teil. Am erfolgreichsten war er 1950, als er mit der Mannschaft den dritten Platz erreichte und das beste Einzelergebnis am Spitzenbrett erspielte. Mit der Mannschaft kam er 1964 erneut auf den dritten Platz. An der Endrunde der Mannschaftseuropameisterschaft nahm Unzicker 1957, 1961, 1965, 1973 und 1977 teil und erreichte dabei 1961 das zweitbeste Ergebnis am ersten Brett. Insgesamt hatte Unzicker 386 Einsätze in der bundesdeutschen Nationalmannschaft und war damit Rekordnationalspieler.

## Elo-Entwicklung, Weltrangliste
Unzicker erreichte den Höhepunkt seiner Karriere, bevor der Weltverband FIDE 1971 die Elo-Zahl offiziell eingeführte. Seine beste Historische Elo-Zahl erreichte er im Juli 1960 mit 2686. Seine beste Weltranglistenplatzierung wurde dort im Januar 1951 mit dem 14. Platz ermittelt. In der vom US-amerikanischen Schachverband USCF geführten Elo-Liste (inoffizielle Elo-Liste der FIDE) erreichte er im 1968 mit 2610 den geteilten 10.–13. Platz der Weltrangliste, gemeinsam mit Lajos Portisch, Lew Polugajewski und Leonid Stein. Unzickers beste offizielle Elo-Zahl war 2545 im Juli 1971, womit er Platz 38 der Weltrangliste belegte. Danach verlor er langsam den Anschluss an die erweiterte Weltelite, gehörte jedoch noch bis 1982 zu den Top 100.

## Vereine
Unzicker spielte jahrelang für den Münchener SC 1836, mit dem er in den 1950er und 1960er Jahren achtmal deutscher Mannschaftsmeister wurde. Nach Gründung der viergleisigen Bundesliga spielte er von 1974 bis 1976 und in der Saison 1977/78 in der Bundesliga. Nach Gründung der eingleisigen Bundesliga spielte er mit dem Münchener SC 1836 zunächst in der 2. Bundesliga, nach dem Aufstieg von 1982 bis 1987 in der 1. Bundesliga. In der Saison 1987/88 spielte er mit dem TB Erlangen in der 1. Bundesliga, von 1988 bis 1992 mit dem SC 1868 Bamberg und von 1994 bis 2000 mit dem PSV Duisburg.
Sein letzter Verein war der SK Tarrasch München, mit dem er in der Saison 2004/05 in der Oberliga Bayern spielte.

## Familie
Unzicker war seit 1963 verheiratet mit der Aquarellmalerin Freia (* 1938) und hinterließ drei Söhne. Einer davon ist der Fachbuchautor Alexander Unzicker, Sohn Ferdinand (* 1971) ist promovierter Jurist und Schachspieler (1. und 2. Bundesliga mit Bayern München, höchste Elo 2337 von Mai bis Oktober 2013 sowie im März 2014). Sohn Stefan (* 1960) wurde von Wolfgang Unzicker adoptiert.

## Publikationen
Über seine frühe Schachkarriere verfasste er 1962 ein Buch Vierzig eigene Partien. Zusammen mit Jacob Silbermann schrieb er 1975 eine Geschichte des Schachspiels. 1975 veröffentlichte er das Lehrbuch Knaurs Neues Schachbuch – Für Anfänger und Fortgeschrittene, 1985 Schach für Kenner.
1994 erstellte er im Auftrag des Deutschen Schachbundes ein Rechtsgutachten, in dem er ein Urheberrecht der Spieler an den von ihnen gespielten Partien verneint. Das Gutachten war erforderlich geworden, weil Spieler wie Großmeister Robert Hübner sich gegen die Regelung sträubten, dass Partienotationen Eigentum des Turnierveranstalters sind.

## Auszeichnungen
Im Jahre 1954 erhielt Unzicker das Silberne Lorbeerblatt; 1984 wurde er von der Stadt München mit der Stadt-Medaille ausgezeichnet. Im Jahre 1995 erhielt er das Bundesverdienstkreuz am Bande.
Der Deutsche Schachbund ernannte Unzicker im Jahre 2003 zum Ehrenmitglied.